# Русский проект
«Русский проект» — серия рекламных роликов, являющихся первой социальной рекламой, созданной в России с момента прекращения существования СССР. Серия состояла из двух сезонов и включала двадцать один ролик длиной от 1 до 3 минут. Ролики первого сезона демонстрировались на ОРТ с 1 апреля 1995 по 1996 год, второго — с 1996 по 1 марта 1997 года.
Продюсер проекта — Константин Эрнст; режиссёр — Денис Евстигнеев; сценарист — Пётр Луцик.

## Цель
Короткие ролики демонстрировали сцены из жизни обыкновенных российских граждан с типичными для 1990-х годов проблемами, такими же, как и у настоящих россиян. Демонстрировались такие простые чувства, как дружба, стойкость, выдержка, любовь. Затрагивались проблемы безденежья (ролик с рабочими фабрики «Гознака»), войны в Чечне (ролик в БМП и зимний ролик с путейщицами), алкоголизма (ролики в больнице «Продолжение следует» и «Время собирать камни»), связь поколений (ветеран в метро, троллейбус).
Также, помимо отдельных роликов, существовала так называемая сборка, где демонстрировались кадры, показывающие оптимистический финал некоторых сюжетов — возвращение сына из армии, встреча космонавтов в Москве, свадьба после выпускного, возвращение домой водителя и так далее.

## В ролях
- Мария Аниканова — выпускница («Берегите любовь», «Сборка»)
- Наталия Антонова — студентка мединститута («Ставьте перед собой реальные цели»)
- Болот Бейшеналиев — пожилой казах («Дома лучше»)
- Алексей Булдаков — мужик в деревне («Всё у нас получится-2», «Сборка-2»)
- Анатолий Ведёнкин — рабочий на «Гознаке» («Будь счастлив, Пашка»)
- Анастасия Вертинская — жена («Берегите любовь»)
- Галина Волчек — врач («Время собирать камни»)
- Валерий Гаркалин — рабочий на «Гознаке» («Будь счастлив, Пашка»)
- Зиновий Гердт — пожилой человек в метро («Мы вас любим», «Мы помним»)
- Владимир Гостюхин — командир БМП («Я вернусь, мама»)
- Нонна Гришаева — студентка мединститута («Ставьте перед собой реальные цели»)
- Владимир Долинский — импресарио («Верь в себя»)
- Лев Дуров — алкоголик-эстет с радиоприёмником («Продолжение следует», «Время собирать камни»)
- Олег Ефремов — водитель троллейбуса («Это мой город», «Сборка») / алкоголик в футболке («Продолжение следует», «Время собирать камни»)
- Александр Збруев — муж («Берегите любовь»)
- Игорь Золотовицкий — прохожий («Помни о близких»)
- Ксения Качалина — молодая медсестра («Мы вас любим», «Мы помним»)
- Вахтанг Кикабидзе — алкоголик-грузин («Продолжение следует», «Время собирать камни»)
- Алексей Кравченко — Дима, солдат Кремлёвского полка, позже — боец в Чечне («Помни о близких», «Сборка», «Я вернусь, мама», «Сборка-2»)
- Леонид Куравлёв — Пашка («Будь счастлив, Пашка»)
- Наталья Хорохорина — Полина Алексеевна, работница «Гознака» («Будь счастлив, Пашка»)
- Римма Маркова — баба-путейщица («Дай вам Бог здоровья», «Сборка», «Спаси и сохрани», «Сборка-2»)
- Владимир Машков — младший космонавт («Это моя страна», «Сборка», «Дома лучше», «Сборка-2»)
- Никита Михалков — старший космонавт («Это моя страна», «Сборка», «Дома лучше», «Сборка-2»)
- Надежда Михалкова — дочь старшего космонавта («Сборка-2»)
- Татьяна Михалкова — жена старшего космонавта («Сборка-2»)
- Нонна Мордюкова — баба-путейщица («Дай вам Бог здоровья», «Сборка», «Спаси и сохрани», «Сборка-2»)
- Николай Олялин — комбайнёр («Всё у нас получится», «Всё у нас получится-2», «Сборка-2»)
- Кристина Орбакайте — Алла Пугачёва в молодости («Верь в себя»)
- Никита Пресняков —  маленькая Кристина Орбакайте («Верь в себя»)
- Алла Пугачёва — камео («Верь в себя»)
- Елена Сафонова — приёмная мать («Мама, не плачь», «Сборка-2»)
- Евгений Сидихин — водитель ГАЗа («Всё у нас получится», «Сборка», «Всё у нас получится-2», «Сборка-2»)
- Полина Сидихина — дочь водителя ГАЗа («Сборка»)
- Евгений Стычкин — студент с крысой («Ставьте перед собой реальные цели»)
- Олег Табаков — алкоголик-пролетарий («Продолжение следует», «Время собирать камни»)
- Никита Татаренков — выпускник, позже — новобранец в Чечне («Берегите любовь», «Сборка», «Сборка-2»)
- Нина Усатова — мама Димы («Помни о близких», «Сборка»)
- Михаил Ульянов — пожилой музыкант в метро («Мы помним»)
- Александр Феклистов — приёмный отец («Мама, не плачь», «Сборка-2»)
- Юрий Шевчук — камео («Я люблю»)

## Список эпизодов

### Первый сезон (1995 год)

#### Берегите любовь
Выпускной бал 1995 года в средней школе. После его окончания влюблённые парень (Н. Татаренков) и девушка (М. Аниканова) прогуливаются по ночному городу и становятся свидетелями ссоры богатой пары (А. Збруев, А. Вертинская), после которой муж выгоняет жену из автомобиля и в гневе уезжает. Девушка хочет отдать женщине выброшенную из машины шляпу, но та с улыбкой надевает шляпу девушке на голову и уходит.

#### Верь в себя
Ролик сопровождается закадровыми комментариями Аллы Пугачёвой.
Примерно 1971 или 1972 год. Начинающая певица Алла Пугачёва (К. Орбакайте) выступает на своём первом сольном концерте. После его окончания за кулисами импресарио (В. Долинский) убеждает расстроенную певицу в том, что скоро она станет знаменитой, но Алла не верит этому и прикрикивает на плачущую здесь же дочь (Никита Пресняков): «Криська, молчи!»
Резкая смена плана: начало 1990-х, на летней эстраде выступает молодой коллектив. Среди зрителей — уже добившаяся успеха Примадонна.
Завершающий комментарий Аллы Пугачёвой: «Надо просто верить в себя, и всё получится».

#### Будь счастлив, Пашка
Работник «Гознака» Пашка (Л. Куравлёв), насвистывая песенку, идёт по коридору. Дела сегодня не ладятся — из-за поломки подшипника удалось напечатать только 18 миллиардов рублей, тогда как коллега «сделал» 170 миллиардов. Расстроенный Пашка собирается пойти на занятия хора, но после недолгих уговоров товарищей (А. Ведёнкин, В. Гаркалин) соглашается пойти пить пиво.

#### Дай вам Бог здоровья
Жаркое лето. Две бабы-путейщицы (Р. Маркова, Н. Мордюкова) в оранжевых жилетах идут с кувалдами вдоль рельс, смотрят за их состоянием, забивая выпадающие костыли. Героиня Мордюковой открыто проявляет неприязнь к своей коллеге, несколько раз называет её дурой, признается «Ненавижу тебя, прям убила бы за подлость твою глупую». Когда вторая неожиданно падает в обморок, первая резко реагирует: «Ну-ка, вставай! Ты что — окочурилась, что ли? Чёртова баба! На что ты мне такая дохлая нужна? Вставай!»
Придя в себя, женщина начинает плакать. Вместе с ней, обняв её, плачет и героиня Мордюковой. Проплакавшись, она затягивает песню «Поехал казак на чужбину».

#### Мы вас любим
1995 год. Вагон метро типа А. Пожилой человек (З. Гердт) стоит, прислонившись к двери вагона, и задумчиво смотрит сквозь стекло в темноту туннеля — он вспоминает.
Воспоминание 1. 1940-е годы, такой же вагон метро, счастливые лица пассажиров, слышна мелодия победной песни «От Москвы до Бреста». Молодой военный на костылях и молодая женщина (К. Качалина) стоят возле двери и, улыбаясь, смотрят друг на друга. Герой поворачивается к двери, дышит на стекло и пишет пальцем: «Я люблю тебя 1945».
Воспоминание 2. 1968 год. Вагон метро типа Д. Кто-то читает «Литературку». Камера останавливается на девочке, которая сидит и плачет. Главный герой — тот же военный, теперь мужчина средних лет, надев на руку театральную куклу, обращается к девочке: «Не плачь! Я тебя люблю!» А поезд в это время приезжает на станцию «Электрозаводская»[уточнить].
Снова 1995 год. Пожилой человек продолжает смотреть в темноту туннеля. Внезапно на стекле, запотевшем от его дыхания, проступают написанные им когда-то слова — «Я люблю тебя 1945». Он поднимает руку и исправляет «1945» на «1995».

#### Помни о близких
Красная площадь. Пост № 1. Неподвижно стоит часовой (А. Кравченко). Напротив него, за ограждением — толпа зрителей в ожидании боя курантов. Среди толпы — женщина провинциального вида, мать часового (Н. Усатова). Она окликает часового по имени (Дима) и жалуется, что он не пишет ей писем. Затем громко рассказывает ему о деревенских новостях, о погоде, о картошке, говорит, что привезла ему варенье. Видя, что сын не реагирует, громко сокрушается: «Не слышит!» Один из стоящих рядом (И. Золотовицкий) обращается к часовому: «Дима, ну хоть бы рукой махнул матери!» Этот призыв подхватывают другие люди, в том числе иностранные туристы. Часовой плачет — борьба с желанием помахать маме вступает в противоречие с долгом часового — стоять неподвижно. Толпа скандирует: «Дима, помаши маме!» Наконец Дима улыбается и сначала робко, а потом без стеснения машет рукой. Зрители аплодируют. Слышен бой курантов, который заставляет Диму снова принять неподвижность.

#### Ставьте перед собой реальные цели
Студент мединститута (Е. Стычкин) идёт по коридору и подходит к двери, из-за которой слышны женские голоса — студентки празднуют чей-то день рождения и рассказывают о своих амбициозных мечтах (среди них Н. Гришаева, Н. Антонова): кто-то хочет изобрести лекарство от СПИДа, кто-то — выйти замуж за известного артиста Харатьяна. За дверью в это время студент дает напутствие белой крысе по кличке Склифосовский и подбрасывает её в комнату. При виде крысы девушки с криками убегают, а студент пирует на покинутом застолье, подкармливает и хвалит крысу за хорошо сделанную работу: «Лопай, лопай, Склифософский! Заслужил…».

#### Это мой город
В утренних сумерках по центральным улицам Москвы едет абсолютно пустой троллейбус СВАРЗ — к 90-м годам уже снятый с маршрутов. Пожилой водитель (О. Ефремов) добросовестно объявляет остановку в пустой салон: «„Сивцев вражек“, следующая — „Пречистенка“». На следующей остановке из близлежащего подъезда выходит девушка на роликовых коньках и, не заходя в троллейбус, цепляется зонтиком за лестницу на задней стенке. Вместе они едут. Девушка отцепляется от троллейбуса около МГУ. Водитель, наверное, уже не раз подвозивший таким образом девушку, сигналит, девушка машет ему в ответ.

#### Это моя страна
Вид из космоса: станция «Мир» на фоне Земли. Двое космонавтов (Н. Михалков, В. Машков) внутри станции смотрят вниз на Землю через иллюминатор и играют в «города». Медленно проплывающая под ними Земля. Космонавты произносят названия городов бывшего СССР: «Москва» — «Архангельск» — «Кустанай» — «Йошкар-Ола». Старший ухмыляется: «Это где ж такое? Что-то я не знаю такого города!», на что младший указывает ему месторасположение оного («по правому берегу Волги, напротив Чебоксар») и упоминает, что там проживает его брат. Игра продолжается: «Нарым» — «Москва». Старший опять с усмешкой подмечает: «Москва уже была!» и предлагает вариант «Самара». Младший возражает: «Так это на С?», на что старший космонавт намекает ему: «Да вон ведь пролетаем над Самарой», и добавляет: «А в Самаре самые красивые девушки». Второй отвечает: «Самые красивые девушки в Новгороде». «Нет, самые красивые девушки в Самаре! А сады — знаешь, какие сады в Самаре? И мама моя там живёт». Снова вид Земли из космоса. Слышен голос по радиосвязи: «„Первый“! „Первый“! Это „Земля“. Вы меня слышите? Почему отключили связь? Приём!» Старший отвечает: «Это „Первый“. У нас всё нормально. Начинаем работу», после чего игра продолжается…

#### Всё у нас получится
Поле, комбайны убирают зерно. Надвигается гроза. Водитель ГАЗа (Е. Сидихин), подъехавший за зерном, интересуется у комбайнёра (Н. Олялин) — сможем ли убрать до дождя. Комбайнёр сначала сомневается, но потом говорит, что, может, и уберём. Затем комбайнёр дарит водителю зайца, которого он чуть не задавил комбайном, и предлагает подарить его дочке водителя. Водитель возвращается с поля домой. На сиденье рядом смирно сидит заяц, на панели прикреплена фотография дочери. Водитель немного задумывается, потом вслух утвердительно произносит: «Не, уберём!»

#### Сборка
Показывается развитие некоторых предыдущих сюжетов: улыбающиеся космонавты на орбите (Н. Михалков, В. Машков), свадьба бывших школьников, вернувшийся домой часовой (А. Кравченко) встречается с матерью (Н. Усатова), водитель ГАЗа (Е. Сидихин) приезжает домой и вручает зайца дочери, приветливо улыбается водитель троллейбуса (О. Ефремов), нарядные бабы (Р. Маркова, Н. Мордюкова) едут на дрезине, выпивают и поют песню, космонавты докладывают на Землю, о том, что всё в порядке.

### Второй сезон (1996 год)

#### Всё у нас получится-2
Зима, поле, всё занесено снегом. Четверо мужиков, среди них водитель ГАЗа (Е. Сидихин) и комбайнёр (Н. Олялин) сидят возле строения, похожего на зерносушилку, и рассуждают, чем бы заняться. По-видимому, они кого-то давно ждут и в ожидании переделали все возможные дела. Из-за холма появляются пять снегоходов. Радостные мужики едут на автомобиле ЗИЛ по снегу. Обогнав снегоходы, автомобиль с разгона совершает прыжок через холмик, сразу за которым проваливается в снег. Один из мужиков (А. Булдаков) поднимается на сугроб и просит людей на снегоходах помочь вытащить грузовик. Последний кадр — мужики сообща тянут древний ЗИЛ из сугроба.

#### Дома лучше
Казахстан, степь, зима. Стоит юрта, по радио слышна песня «Самара-городок» в исполнении Розы Баглановой. Неожиданно падает спускаемая капсула, чудом не задев юрту и привязанных коней. Пожилой пастух (Б. Бейшеналиев) с ружьём идёт посмотреть, что случилось. Сквозь иллюминатор он видит космонавтов. Далее показывают юрту внутри, космонавты сидят на почётном месте и едят плов. С хозяином рядом сидят нарядно одетая девушка и маленький мальчик. Хозяин спрашивает, были ли космонавты на Луне, старший космонавт отвечает, что не были. Старик рассказывает свою историю о неудачной поездке в райцентр и задает риторический вопрос: «Дома лучше?» Космонавты с ним соглашаются: «Дома всегда лучше». В этот момент поисковая экспедиция обнаруживает спускаемую капсулу.

#### Продолжение следует
Пожилые пациенты (О. Ефремов, О. Табаков, Л. Дуров, В. Кикабидзе) сидят на подоконниках в помещении старой больницы. Пролетарий (Табаков) и Интеллигент (Дуров) спорят о том, как следует правильно употреблять водку — теплую или холодную и под какую закуску. Герой Ефремова встревает в разговор и делится своим двойственным отношением к водке. Утром, когда умираешь и не можешь смотреть на «неё», уже неважно, что и как пить, поэтому надо пить всё: «Надо взять — и выпить. И опять ты дышишь! Ты — живёшь!» На фоне произносящего откровение Ефремова молчавший весь ролик Кикабидзе крестится.

#### Время собирать камни
Пациенты (О. Ефремов, О. Табаков, Л. Дуров, В. Кикабидзе) продолжают обсуждать культуру употребления алкогольных напитков. Герои Табакова и Дурова всё так же спорят, но теперь уже о пиве. Герой Кикабидзе оскорбляется тем, что его не приглашают в беседу, и пытается доказать, что вино ничуть не хуже: «Вино — это воздух, огонь и женщины!» На слове о женщинах появляется врач (Г. Волчек), по ней видно, что она их всех хорошо знает и они ей приятны, но затем она напускает на себя суровый вид и отправляет «мальчиков» из «третьей урологии» — на анализы. Последний кадр — «мальчики» удаляются по коридору под бравурную музыку «Полёта валькирий» Рихарда Вагнера.

#### Мама, не плачь
Семейная пара (Е. Сафонова, А. Феклистов) приезжает забрать из детского дома их приёмную дочь. В кафе, куда они позже заезжают, девочка обращается к своей приёмной матери и в порыве благодарности дарит ей припасённое на груди «золотое» колечко, сделанное из проволоки. Мама надевает его на палец и плачет. Девочка жалеет её, мама обнимает дочку и улыбается, после чего обеих обнимает отец.

#### Мы помним
Снова пожилой человек (З. Гердт) в метро. На станции «Пушкинская» он видит оркестр играющих «Прощание славянки» пожилых людей. Ему вспоминается, как в военные годы под эту песню уходил он из госпиталя на фронт, и как догнала его, чтобы попрощаться, молоденькая медсестра (К. Качалина), возможно, спасшая в госпитале ему жизнь.

#### Спаси и сохрани
Бабы-путейщицы (Р. Маркова, Н. Мордюкова) идут вдоль железной дороги из магазина, обсуждая домочадцев, в частности, героиня Риммы Марковой сожалеет, что подруга отговорила её покупать халву для Фёдора Андреевича. Та нарочно подзадоривает её, говорит, что мужикам не нужно потакать в их капризах, а надо пороть ремнём или крапивой. Мимо проезжает эшелон с солдатами. Бабам при их виде моментально становится жалко своих мужчин. Становится понятно, что они говорили о внуках.

#### Я вернусь, мама
Солдат, бывший кремлёвский часовой (А. Кравченко), воюет в Чечне, готовится к своему первому бою. Командир (В. Гостюхин) подбадривает его: «А ты кричи, легче будет». Даётся команда: «Приготовиться к атаке». Экипаж БМП вступает в бой.

#### Я люблю
Концерт группы «ДДТ». Юрий Шевчук исполняет песню «Далеко, далеко». Среди зрителей оказываются глухонемые парень с девушкой, которые жестами признаются друг другу в любви.

#### Сборка-2
Показывается развитие некоторых предыдущих сюжетов: родители гуляют с приёмной дочерью, мужики катаются по полю на снегоходах, бабы-путейщицы моют внука, бойцы в БМП отдыхают после боя, и бывший кремлёвский часовой подбадривает новобранца (это молодой человек из самого первого сюжета «Берегите любовь» — Н. Татаренков), космонавтов торжественно встречают в Москве (героя Н. Михалкова встречают жена и дочь, в роли которых снялись Надя Михалкова и Т. Михалкова). Наряду с этим показываются и обычные люди, идущие по улице.

## Крылатые фразы
Крылатые фразы из роликов, вошедшие в фольклор[значимость факта?]:
- «Дима, помаши рукой маме».
- «Дура ты, и муж у тебя дурак, хоть и помер, и шурин дурак, и коза у тебя дура, психопатка чёртова».
- «До дождя уберем?»
- «Лопай-лопай, Склифософский! Заслужил».
- «Пить надо всё!»
- «Ты живёшь…»
- «Это мой город!»
- «Ты чё, окочурилась, что ли?»
- «Криська, молчи!» (Алла Пугачева кричит на свою плачущую дочь)

## Пародии
Пародии на «Русский проект» показывались в телепередачах «Джентльмен-шоу», «Раз в неделю» (в обеих программах пародии выходили под названием «Новорусский проект») и «Городок» («Чисто русский проект»). Это последнее название (произносимое с характерной «новорусской» интонацией) вошло в фольклор, как и фигурировавшее в пародии имя «Константин Ёпрст» (аллюзия на Константина Эрнста).